# Rapallo (stacja kolejowa)
Rapallo – stacja kolejowa w Rapallo, w regionie Liguria, we Włoszech. Znajdują się tu 2 perony.